# Maksim Kurilenko
Maksim Kurilenko (ros. Максим Куриленко; ur. 8 października 1987 r.) – rosyjski kulturysta i trójboista siłowy.

## Życiorys
Pochodzi z Czelabińska na Uralu. Zainteresował się sportami siłowymi w momencie, w którym poznał filmy z udziałem Arnolda Schwarzeneggera. Zajmował się armwrestlingiem, był kapitanem szkolnej drużyny piłkarskiej.
Jako kulturysta debiutował w 2009 roku podczas Mistrzostw Obwodu czelabińskiego. Zdobył wtedy srebrny medal w swej kategorii wagowej (100 kg) i został uhonorowany tytułem doświadczonego mistrza sportu (КМС, Кандидат в мастера спорта). Rok później uplasował się na drugim miejscu na podium w kategorii wagowej 100 kg+ w trakcie Mistrzostw Uralu. Tego samego miesiąca po raz pierwszy w karierze wystartował w Mistrzostwach Rosji, organizowanych przez federację PBS (ФБФР); wśród mężczyzn o masie ciała przekraczającej 100 kg zajął siódme miejsce. W kwietniu 2011 wziął udział Pucharze Obwodu czelabińskiego, gdzie wyróżniono go dwoma medalami: złotem w kategorii wagowej 100 kg+ oraz srebrem w kategorii generalnej. Wkrótce potem wystąpił w kolejnych zawodach w tym okręgu: Mistrzostwach Obwodu czelabińskiego. Wywalczył złoto w swej kategorii wagowej i w kategorii ogólnej. Jeszcze tego roku objął szczyt podium na Mistrzostwach Uralu, w kategorii mężczyzn powyżej 100 kg, a także zdobył brązowy medal w tej samej kategorii na Mistrzostwach Rosji.
Amatorsko zajmuje się trójbojem siłowym. W wyciskaniu leżąc potrafi zmagać się ze sztangą ważącą nawet 210 kg, a w martwym ciągu − z ciężarem sięgającym 305 kg.
Mieszka we wsi pod rodzimym Czelabińskiem. Pracuje jako strażak. Ma 188 cm wzrostu, w sezonie zawodów sportowych jego waga oscyluje na granicy 117−120 kg, a poza sezonem sięga 130 kg. Obwód bicepsa Kurilenki wynosi 53 cm. Jego piersi uważa się za jedne z najmocniej rozbudowanych wśród męskich kulturystów. Media okrzyknęły go "rosyjskim Schwarzeneggerem", ze względu na monstrualną posturę właśnie.

## Wymiary
- wzrost: 188 cm
- waga w sezonie zmagań sportowych: 117−120 kg
- waga poza sezonem zmagań sportowych: ok. 130 kg
- obwód bicepsa: 53 cm

## Osiągnięcia (wybór)
- 2009: Mistrzostwa Obwodu czelabińskiego w Kulturystyce, kategoria wagowa 100 kg − II m-ce
- 2010: Mistrzostwa Uralu w Kulturystyce, federacja UFB (УрФО), kategoria wagowa powyżej 100 kg − II m-ce
- 2010: Puchar Uralu w Kulturystyce, federacja UFB (УрФО), kategoria wagowa powyżej 90 kg − II m-ce
- 2010: Mistrzostwa Rosji w Kulturystyce, federacja PBS (ФБФР), kategoria wagowa powyżej 100 kg − VII m-ce
- 2011: Puchar Obwodu czelabińskiego w Kulturystyce, kategoria wagowa powyżej 100 kg − I m-ce
- 2011: Puchar Obwodu czelabińskiego w Kulturystyce, kategoria ogólna − II m-ce
- 2011: Mistrzostwa Obwodu czelabińskiego w Kulturystyce, kategoria wagowa powyżej 100 kg − I m-ce
- 2011: Mistrzostwa Obwodu czelabińskiego w Kulturystyce, kategoria ogólna − I m-ce
- 2011: Mistrzostwa Uralu w Kulturystyce, federacja UFB (УрФО), kategoria wagowa powyżej 100 kg − I m-ce
- 2011: Mistrzostwa Uralu w Kulturystyce, federacja UFB (УрФО), kategoria ogólna − II m-ce
- 2011: Mistrzostwa Rosji w Kulturystyce, federacja PBS (ФБФР), kategoria wagowa powyżej 100 kg − III m-ce
- 2013: Mistrzostwa Obwodu czelabińskiego w Kulturystyce, kategoria wagowa powyżej 95 kg − II m-ce
- 2013: Mistrzostwa Rosji w Kulturystyce, federacja PBS (ФБФР), kategoria wagowa powyżej 100 kg − V m-ce
- 2014: Mistrzostwa Uralu w Kulturystyce, federacja UFB (УрФО), kategoria wagowa powyżej 100 kg − II m-ce
- 2014: Mistrzostwa Rosji w Kulturystyce, federacja PBS (ФБФР), kategoria wagowa powyżej 100 kg − IV m-ce